# Henri de Mink
Henri de Mink, född 18 augusti 1931 är en holländsk civilingenjör och pionjär inom microfiche, grundare av Inter Documentation Company (IDC).

## Tiden på Hågelby

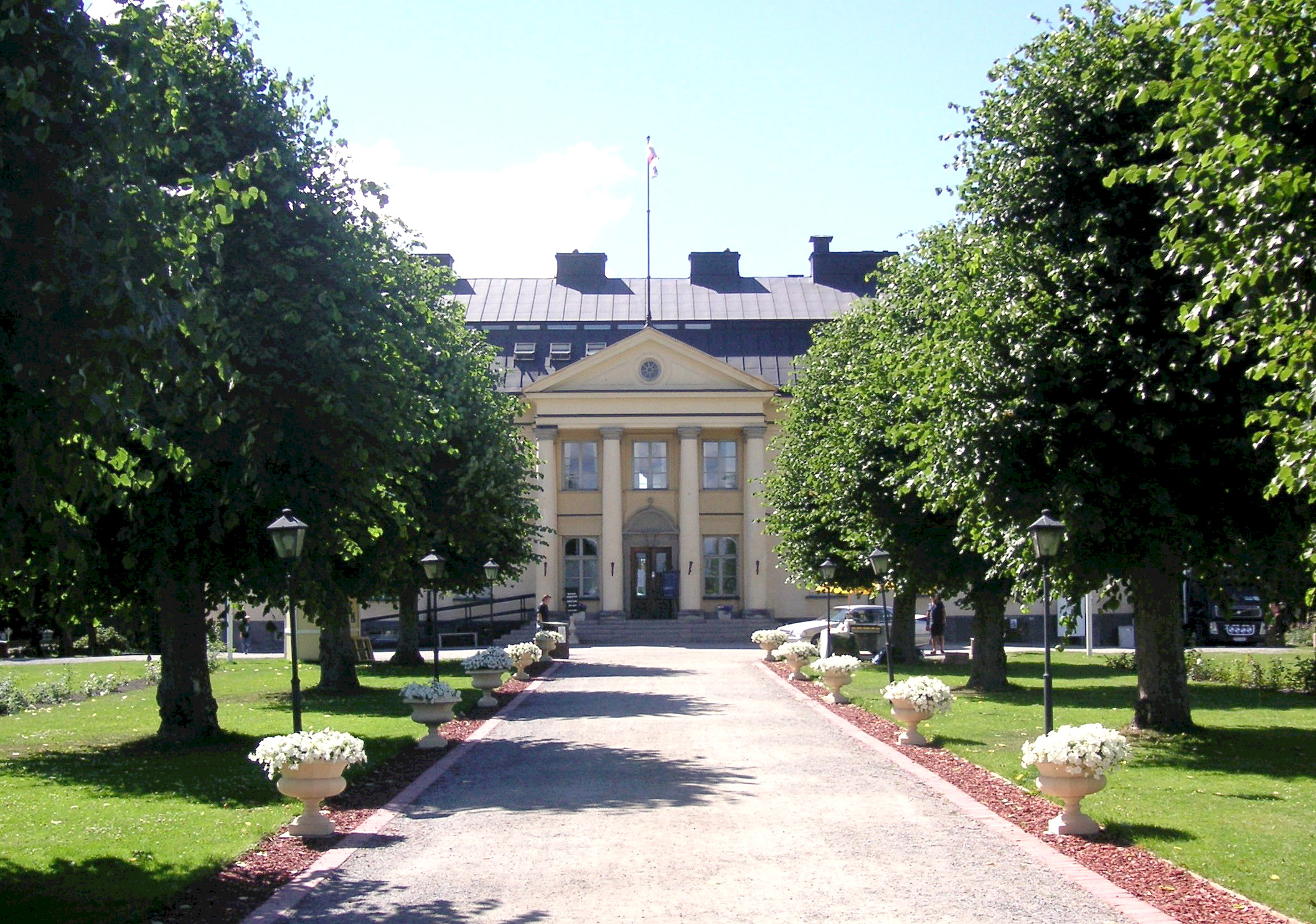
Hågelby gård, allén på sommaren 2007.

Henri de Mink flyttade på sextiotalet från Leyden i Nederländerna till Sverige, där han efter rekommendation av dansken Dan Fink hyrde ett annex till stora huset på Hågelby gård i Tumba, där ägaren, Lars Magnus Giertz skapat  en stiftelse, The Institute for building documentation, med fokus på att studera och utveckla informationssystem.

### Kungliga Biblioteket
Rotarys klubb i Nederländerna hade då som ordförande Sveriges ambassadör i Nederländerna, vilken via sin nära relation till kungliga hovet, och Kungliga Biblioteket, lyckades assistera Henri de Mink att få tillstånd att för första gången få kopiera gamla manuskript och Inkunabler från Kungliga Biblioteket till microfiche.

### Herbarier
Henri de Mink, delvis finansierad med stipendium från Rotary International, vidareutvecklade på Hågelby Microfiche och fotografering av dokument, vad vi idag kallar att scanna, ett steg som senare skulle leda till digital information och digital lagring av data och datorer. Henri de Mink hade en spännande affärsidé som gick ut på att fotografera all världens ömtåliga museisamlingar (främst herbarier) på mikrofiche, och han sålde abonnemang till alla världens universitet och forskningsinstitut, vilka slapp resa runt och kopiera museernas samlingar. Lars Magnus Giertz son Björn Giertz tillbringade en sommar i Genève och fotograferade ett av världens mest kända herbarier, Geneva Herbaria beläget i Botaniska trädgården i Genève, åt de Mink. Senare fotograferade de Mink Carl von Linnés herbarium  hos Linnésällskapet (The Linnaean Herbarium) i London.

## Inter Documentation Company
Efter att Lars Magnus Giertz började som rektor i Etiopien under 1960-talet, flyttade Henri de Mink tillbaka till Leyden, där han via sitt företag Inter Documentation Company (IDC), lokaliserat i Schweiz, nu levererade logistik  för microfiche till ett flertal länder, och många universitet köpte material från Henri de Mink.
IDC i Leiden blev i januari 2006 uppköpt av förlaget Brill, som också är baserat i Leiden.